# ژوونال (بازیکن فوتبال، زاده ۱۹۷۹)
جووینال گومز دا سیلوا (به پرتغالی: Juvenal Gomes da Silva) مدافع اهل برزیل است که در شهر سائوپائولو و در تاریخ ۵ ژوئن ۱۹۷۹ به دنیا آمده‌است.
جووینال گومز دا سیلوا در تیم‌های فوتبال Toledo Colônia Work سابقهٔ حضور دارد.